# Дамэ, Луи-Шарль
Луи-Шарль Дамэ (фр. Louis-Charles Damais; 26 марта 1911, Париж — 23 мая 1966, Джакарта) — французский востоковед-индонезист.

## Краткая биография
Родился в семье торговца музыкальными инструментами. Окончил Национальную школу живых восточных языков. В  Сорбонне завершил курс арабских исследований, индологии и истории религий. В 1935 г. Фонд Монфор предоставил ему стипендию для изучения в  Лейденском университете яванского и голландского языков. Владел пятью восточными языками: персидским, арабским, турецким, малайским и китайским. И говорил также на греческом, венгерском, нидерландском, английском, русском и итальянском языках, изучал латынь и санскрит . 
В 1937 г. направлен на Яву в Суракарту в качестве главы миссии министерства образования для изучения истории Индонезии и памятников истории и культуры, а также яванской музыки и танцев. В 1938 г. переехал в Батавию, где из-за тяжелого материального положения служил французским вице-консулом (до 31 июля 1939 г.), а также атташе Генерального консульства Франции (до июня 1941 г.). C декабря 1941 г. работал в Археологической службе Нидерландской Индии под руководством Стуттерхейма до 8 марта 1942 г., когда голландская администрация капитулировала перед японцами. В начале 1942 г. женился на яванке и у него родились двое детей: сын Аджи Дамэ (16.11.1942 г.) и дочь. Он не хотел работать на японцев и жил за счет уроков языков и музыки. В декабре 1945 г. после освобождения страны от японской оккупации возобновил работу в археологической службе. В 1947 г. вернулся с семьей  во Францию, В 1949 г. переехал в Сайгон, где преподавал в Сайгонском университете, а в сентябре 1950 г. принял предложение занять должность генерального секретаря  Французского института Дальнего Востока в Ханое. В 1952 г. возглавил открывшееся отделение Института в Индонезии. С этого времени снова обосновался с семьей в Джакарте. С 1959 по 1966 г. – директор исследований индонезийских языков и цивилизации Практической школы высшего образования в Джакарте. Профессор. 

## Творчество
Внес большой вклад в изучение истории, культуры и языков Индонезии. Опубликовал шесть исследований по Индонезии, главным образом в бюллетене Французского института Дальнего Востока, которые в последующем переизданы в виде книг. Переводил также индонезийскую поэзию на французский язык.

## Публикации
- 1951-63 гг. «Études balinaises, I-VII» // Bulletin de l'École française d'Extrême-Orient, №№ 44, 50, 51.
- 1951-55 гг. «Études d'épigraphie indonésienne, I-V» // Bulletin de l'École française d'Extrême-Orient, №№  45, 46, 47, 49.
- 1955-58 гг. «Bibliographie indonésienne, I-XI»  // Bulletin de l'École française d'Extrême-Orient, №№ 47 - 54.
- 1957-69 гг. «Études javanaises, I-III»   // Bulletin de l'École française d'Extrême-Orient, №№  48, 50, 56.
- 1960-64 гг. «Études sino-indonésiennes, I-III»,  // Bulletin de l'École française d'Extrême-Orient, №№ 50, 52.
- 1962-68 гг. «Études soumatranaises, I-III» // Bulletin de l'École française d'Extrême-Orient, №№ 50, 54.
- 1960 г. Lettres de Raden Adjeng Kartini. Java en 1900, (trad. du néerlandais), Paris: Mouton.
- 1965 г. Cent-deux poèmes indonésiens (1925-1950) mis en français, Paris, A. Maisonneuve.
- 1970 Répertoire onomastique de l'épigraphie javanaise (jusqu'à Pu Sindok sri isanawikrama dharmmotungadewa), Paris: EFEO (PEFEO, 66).

## Память
- Именем ученого названа Международная французская школа в Джакарте (Lycée Louis-Charles Damais, 2008)[5]